# Goziridse (Metro Tiflis)
Goziridse (georgisch გოცირიძე), bis 2011 Elektrodepo (georgisch ელექტროდეპო „Elektrisches Eisenbahndepot“, russisch Электродепо), ist eine Station der Metro Tiflis, die 1966 eröffnet wurde. Goziridse befindet sich zwischen Didube und Nadsaladewi. Sie wurde nach Wiktor Goziridse benannt und wird von der Achmetelis-Teatri-Warketeli-Linie genutzt. Sie ist – abgesehen von Didube – die einzige oberirdische Station. Sie wurde umbenannt, weil in der Metro im Laufe der Zeit viele russische Begriffe verschwinden. Nebenbei hieß die Station Delissi ebenfalls von 1979 bis 1992 und von 1998 bis 2006 nach Wiktor Goziridse.